# 山村政明
山村 政明（やまむら まさあき、梁政明〈リャン・ジョンミョン〉朝: 양정면、1945年6月21日-1970年10月6日）は、日本に帰化した在日朝鮮人2世。元聖書キリスト教会教会員。早稲田大学卒。

## 生涯
山口県美祢郡秋芳町（現：美祢市）に7人兄弟の3男として生まれる。小学生の時に日本国籍を得る。1964年、東洋工業（現：マツダ）に入社するも、すぐに退社した。日本共産党が主催していた時代の日本朝鮮研究所（現：現代コリア研究所）への入会を希望したが「日本に帰化した裏切り者」として拒絶された。その後、日本民主青年同盟に参加するも、退会。キリスト教に入信。
1970年10月6日未明、穴八幡宮の境内で焼身自殺。25歳だった。

## 著書
- 『いのち燃えつきるとも』山村政明遺稿集 1971年 大和書房
- 『日本の中の朝鮮』共著、大江健三郎、張本勲他 1971年 太平出版社